# Campeonato Mundial Militar de Voleibol de Praia
Campeonato Mundial Militar de Voleibol de Praia é uma competição de vôlei de praia organizada pelo Conselho Internacional do Desporto Militar (CISM) e reconhecida pela Federação Internacional de Voleibol (FIVB). São realizados torneios para as variantes masculina e feminina.
A competição visa contribuir para o desenvolvimento de diversos atributos indispensáveis aos militares, como por exemplo, a capacidade de trabalho em equipe, liderança e iniciativa, promovendo o congraçamento entre os países e a "amizade através do esporte".

## Histórico
A primeira edição da competição foi sediada em Warendorf, no ano de 2014, com quarenta e oito atletas no masculino, e vinte e quatro no feminino. Ocorreu entre 21 e 30 de junho, contando com a participação de nove países: Alemanha, Brasil, Catar, China, Letônia, Líbano, Lituânia, Omã e Romênia. A segunda edição está prevista para acontecer em 2017, no período de 6 a 13 de novembro, com sede no Rio de Janeiro.

## MVPpor edição

### Masculino
- 2014 – BRA Evandro Gonçalves[11]
- 2017 – BRA Álvaro Filho[12]

### Feminino
- 2014 – DEU Chantal Laboureur[11]
- 2017 – BRA Duda Lisboa[12]

## Quadro de medalhas

### Masculino
| Ordem | País     | Medalha de ouro | Medalha de prata | Medalha de bronze | Total |
| ----- | -------- | --------------- | ---------------- | ----------------- | ----- |
| 1     | Brasil   | 2               | 1                | 1                 | 4     |
| 2     | Alemanha | 0               | 1                | 0                 | 1     |
| 3     | China    | 0               | 0                | 1                 | 1     |

### Feminino
| Ordem | País     | Medalha de ouro | Medalha de prata | Medalha de bronze | Total |
| ----- | -------- | --------------- | ---------------- | ----------------- | ----- |
| 1     | Brasil   | 1               | 2                | 1                 | 4     |
| 2     | Alemanha | 1               | 0                | 0                 | 1     |
| 3     | China    | 0               | 0                | 2                 | 2     |

### Geral
| Ordem | País     | Medalha de ouro | Medalha de prata | Medalha de bronze | Total |
| ----- | -------- | --------------- | ---------------- | ----------------- | ----- |
| 1     | Brasil   | 3               | 3                | 2                 | 3     |
| 2     | Alemanha | 1               | 1                | 0                 | 2     |
| 3     | China    | 0               | 0                | 2                 | 1     |